# یواخیم میلبرگ
یواخیم میلبرگ، (به آلمانی: Joachim Milberg) (زاده ۱۰ آوریل ۱۹۴۳) کارآفرین، بازرگان و مدیر ارشد اجرایی آلمانی است، که در حال حاضر به‌عنوان رییس هیئت مدیره شرکت ب‌ام‌و فعالیت می‌کند.